# Гейлі Коуп
Гейлі Коуп (англ. Haley Cope, 11 квітня 1979) — американська плавчиня.
Призерка Олімпійських Ігор 2004 року.
Чемпіонка світу з водних видів спорту 2001 року, призерка 2003 року.
Чемпіонка світу з плавання на короткій воді 2002, 2004 років.
Призерка Пантихоокеанського чемпіонату з плавання 2002 року.